# InVisions
InVisions est un groupe britannique de metalcore, originaire de York. Leur style musical se caractérise par de nombreuses et dures ruptures.

## Histoire
inVisions est formé au début de l'année 2016 après la séparation d'anciens groupes des membres. L'inspiration pour la musique vient du rap et du hip-hop, ainsi que du heavy metal traditionnel. Leur premier album, Never Nothing, typiquement metalcore, est auto-édité et sorti en 2017. Il est accueilli par la presse spécialisée comme un album médiocre. Leur deuxième album Between You and Me, sorti en 2019, est considéré par la presse spécialisée comme un grand pas en avant avec une meilleure musique et de meilleures paroles,. L'album est sorti le 8 février 2019 sur le label Stay Stick Records et contient 12 chansons.
En octobre 2021, le groupe annonce la sortie de son nouvel album, Deadlock, pour février 2022. L'album est réalisé pendant le confinement lié à la pandémie de Covid-19, et produit par Joe Graves (Asking Alexandria, Glamour of the Kill...). Après sa sortie, l'album attire également l'intérêt de la presse spécialisée, notamment le magazine Kerrang! qui lui attribue une note moyenne de 3/5. Par la suite, le groupe entame une tournée promotionnelle, passant notamment à Lyon, en France, aux côtés de Ice Nine Kills et Spiritbox.

## Discographie

### Albums studio
- 2017 : Never Nothing
- 2019 : Between You and Me
- 2022 : Deadlock

### Singles
- 2017 : Purge
- 2018 : Parasite
- 2020 : Gold Blooded